# Aigen (Gemeinde Ampflwang)
Aigen ist eine Ortschaft in der Gemeinde Ampflwang im Hausruckwald im Bezirk Vöcklabruck, Oberösterreich.
Die Ortschaft befindet sich am Südabfall des Hausrucks und wird über den Ampflwanger Bach entwässert. Am 1. Jänner 2024 zählte die Ortschaft 186 Einwohner.

## Sicherheit
Die am 2. Oktober 1927 gegründete Freiwillige Feuerwehr Aigen sorgt für den abwehrenden Brandschutz und die allgemeine Hilfe insbesondere im Ortsgebiet. Sie pflegt seit der Feuerwehr-Olympiade im Juli 1985 in Vöcklabruck partnerschaftliche Beziehungen zur deutschen Freiwilligen Feuerwehr Beselich-Obertiefenbach.